# 우콘바사라

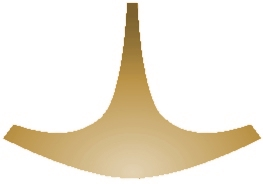
우코의 도끼 우콘바사라

우콘바사라(핀란드어: ukonvasara) 또는 우코의 도끼는 핀란드 신화의 뇌신 우코가 사용하는 번개의 힘을 지닌 도끼로, 슬라브 신화의 뇌신 페룬의 도끼인 몰니야와 게르만 신화의 뇌신 토르의 망치인 묠니르와 유사한 성질을 지니고 있다.

## 같이 보기
- 묠니르
- 바즈라